# Primary van New Hampshire 2012
De primary van New Hampshire in 2012 was een voorverkiezing in de aanloop naar de Amerikaanse presidentsverkiezingen van 2012. De primary van New Hampshire was de tweede voorverkiezing van het seizoen, na de caucus van Iowa. In 2012 viel de primary op 10 januari. Zoals verwacht won Mitt Romney, die gouverneur is geweest van het naburige Massachusetts, de Republikeinse primary.

## Democratische primary
Zoals voorspeld won huidig president Barack Obama de primary zonder veel tegenstand. Hij behaalde 81,9% van de uitgebrachte stemmen.

## Republikeinse primary
|             |  |          |
| Mitt Romney |  | Ron Paul |

Resultaten van de Republikeinse caucus per county:
Mitt Romney
Ron Paul

Mitt Romney, die de caucus van Iowa op 3 januari 2012 gewonnen had, domineerde de opiniepeilingen in New Hampshire voorafgaand aan de voorverkiezing. Zoals verwacht won Romney de primary, met 39,25% van de stemmen. Ron Paul eindigde tweede met 22,88% en Jon Huntsman derde met 16,88%.
Er schreven zich in 2012 een recordaantal kandidaten in voor de Republikeinse primary, namelijk 33, voornamelijk omdat New Hampshire iedere kandidaat die de som van 1000 dollar betaalt, toelaat op een voorverkiezingslijst.
| Republikeinse primary van 2012 in New Hampshire | Republikeinse primary van 2012 in New Hampshire | Republikeinse primary van 2012 in New Hampshire | Republikeinse primary van 2012 in New Hampshire |
| Kandidaat                                       | Aantal stemmen                                  | Percentage                                      | Gedelegeerden                                   |
| ----------------------------------------------- | ----------------------------------------------- | ----------------------------------------------- | ----------------------------------------------- |
| Mitt Romney                                     | 97.531                                          | 39,25%                                          | 7                                               |
| Ron Paul                                        | 56.849                                          | 22,88%                                          | 3                                               |
| Jon Huntsman                                    | 41.948                                          | 16,88%                                          | 2                                               |
| Newt Gingrich                                   | 23.409                                          | 9,42%                                           | 0                                               |
| Rick Santorum                                   | 23.360                                          | 9,40%                                           | 0                                               |
| Rick Perry                                      | 1.767                                           | 0,71%                                           | 0                                               |
| Buddy Roemer                                    | 944                                             | 0,38%                                           | 0                                               |
| Write-in                                        | 747                                             | 0,30%                                           | 0                                               |
| Michele Bachmann                                | 352                                             | 0,14%                                           | 0                                               |
| Fred Karger                                     | 346                                             | 0,14%                                           | 0                                               |
| Kevin Rubash                                    | 249                                             | 0,10%                                           | 0                                               |
| Gary Johnson                                    | 182                                             | 0,07%                                           | 0                                               |
| Herman Cain                                     | 162                                             | 0,07%                                           | 0                                               |
| Jeff Lawman                                     | 124                                             | 0,05%                                           | 0                                               |
| Christopher V. Hill                             | 108                                             | 0,04%                                           | 0                                               |
| Benjamin Linn                                   | 84                                              | 0,03%                                           | 0                                               |
| Michael J. Meehan                               | 49                                              | 0,02%                                           | 0                                               |
| Keith Drummond                                  | 42                                              | 0,02%                                           | 0                                               |
| Joe Story                                       | 39                                              | 0,02%                                           | 0                                               |
| Bear Betzler                                    | 32                                              | 0,01%                                           | 0                                               |
| Joe Robinson                                    | 25                                              | 0,01%                                           | 0                                               |
| Mark Callahan                                   | 22                                              | 0,01%                                           | 0                                               |
| Stewart Greenleaf                               | 22                                              | 0,01%                                           | 0                                               |
| Timothy Brewer                                  | 18                                              | 0,01%                                           | 0                                               |
| Andy Martin                                     | 17                                              | 0,01%                                           | 0                                               |
| Linden Swift                                    | 16                                              | 0,01%                                           | 0                                               |
| L. John Davis, Jr.                              | 15                                              | 0,01%                                           | 0                                               |
| Vern Wuensche                                   | 15                                              | 0,01%                                           | 0                                               |
| Randy Crow                                      | 14                                              | 0,01%                                           | 0                                               |
| Hugh Cort                                       | 5                                               | 0,00%                                           | 0                                               |
| James A. Vestermark                             | 4                                               | 0,00%                                           | 0                                               |
| Totaal                                          | 248.497                                         | 100%                                            | 12                                              |

| Legenda: | teruggetrokken voor de primary                           |
| Legenda: | overgestapt naar de Libertarische Partij voor de primary |